# Sankt Martin an der Raab
Sankt Martin an der Raab, St. Martin an der Raab (węg. Rábaszentmárton, słoweń. Sveti Martin) – gmina targowa w Austrii, w kraju związkowym Burgenland, w powiecie Jennersdorf. Według Austriackiego Urzędu Statystycznego liczyła 2,02 tys. mieszkańców (1 stycznia 2014).

## Współpraca
Miejscowość partnerska:
- Ludesch, Vorarlberg